# 莫兰维尔
莫兰维尔（法語：Morainville，法語發音：[mɔʁɛ̃vil]）是法国厄尔-卢瓦省的一个市镇，属于沙特尔区。

## 地理
莫兰维尔（48°22'47"N, 1°49'39"E）面积3.82 平方千米，位于法国中央-卢瓦尔河谷大区厄尔-卢瓦省，该省份为法国北部内陆省份，北起顺时针与厄尔省、伊夫林省、埃松省、卢瓦雷省、卢瓦-谢尔省、萨尔特省和奧恩省接壤。
莫兰维尔的时区为UTC+01:00、UTC+02:00（夏令时）。

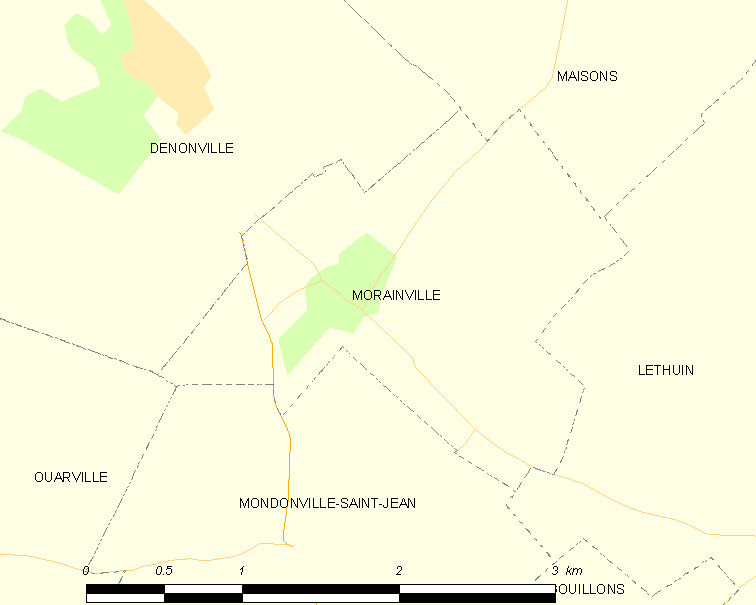
莫兰维尔的OSM定位图

## 行政
莫兰维尔的邮政编码为28700，INSEE市镇编码为28268。

## 政治
莫兰维尔所属的省级选区为欧诺县。

## 人口

1962-2008年间莫兰维尔人口变化图示

莫兰维尔于2022年1月1日时的人口数量为17人。